# Тім Боровскі
Тім Боровскі (нім. Tim Borowski, нар. 2 травня 1980, Нойбранденбург) — колишній німецький футболіст, півзахисник.

## Клубна кар'єра
Народився 2 травня 1980 року в місті Нойбранденбург. Вихованець юнацьких команд футбольних клубів «Нойбранденбург» та «Вердер».
У дорослому футболі дебютував 2001 року виступами за «Вердер», в якому провів сім сезонів, взявши участь у 169 матчах чемпіонату. Більшість часу, проведеного у складі «Вердера», був основним гравцем команди. За цей час виборов титул чемпіона Німеччини.
Своєю грою за цю команду привернув увагу представників тренерського штабу клубу «Баварія», до складу якого приєднався на правах вільного агента влітку 2008 року. Граючи у складі мюнхенської «Баварії» також здебільшого виходив на поле в основному складі команди. Проте, в кінці сезону новим тренером команди став Луї ван Гал, який не бачив футболіста у своїй команді і Тім змушений був покинути клуб.
До складу «Вердера» повернувся 22 липня 2009 року. Відіграв за бременський клуб після повернення 41 матч в національному чемпіонаті. У вересні 2012 року 32-річний футболіст вирішив завершити ігрову кар'єру, оскільки довгий час не міг відновитися від травми.

## Виступи за збірні
Протягом 1999–2001 років залучався до складу молодіжної збірної Німеччини. На молодіжному рівні зіграв у 15 офіційних матчах.
21 серпня 2002 року дебютував в офіційних матчах у складі національної збірної Німеччини в товариській грі зі збірною Болгарії, яка завершилася з рахунком 2-2.
У складі збірної був учасником домашніх Кубка Конфедерацій 2005 року та чемпіонату світу 2006 року, на яких команда здобула бронзові нагороди, та чемпіонату Європи 2008 року в Австрії та Швейцарії, де разом з командою здобув «срібло».
Після завершення Євро-2008 перестав викликатися до складу збірної, всього провівши за сім років у формі головної команди країни 33 матчі, забивши 2 голи.

## Статистика

### Клубна
| Чемпіонат | Чемпіонат | Чемпіонат  | Ліга | Ліга | Кубок           | Кубок           | Континент. змаг. | Континент. змаг. | Всього | Всього |
| Сезон     | Клуб      | Ліга       | Ігри | Голи | Ігри            | Голи            | Ігри             | Голи             | Ігри   | Голи   |
| Німеччина | Німеччина | Німеччина  | Ліга | Ліга | Кубок Німеччини | Кубок Німеччини | Європа           | Європа           | Всього | Всього |
| --------- | --------- | ---------- | ---- | ---- | --------------- | --------------- | ---------------- | ---------------- | ------ | ------ |
| 2001/02   | «Вердер»  | Бундесліга | 26   | 1    | 2               | 1               | 2                | 0                | 30     | 2      |
| 2002/03   | «Вердер»  | Бундесліга | 18   | 0    | 4               | 0               | 2                | 0                | 24     | 2      |
| 2003/04   | «Вердер»  | Бундесліга | 25   | 1    | 5               | 5               | 1                | 0                | 31     | 6      |
| 2004/05   | «Вердер»  | Бундесліга | 31   | 7    | 5               | 3               | 6                | 0                | 42     | 10     |
| 2005/06   | «Вердер»  | Бундесліга | 31   | 10   | 3               | 0               | 9                | 3                | 43     | 13     |
| 2006/07   | «Вердер»  | Бундесліга | 17   | 2    | 0               | 0               | 6                | 1                | 23     | 3      |
| 2007/08   | «Вердер»  | Бундесліга | 21   | 2    | 3               | 1               | 7                | 0                | 31     | 3      |
| 2008/09   | «Баварія» | Бундесліга | 26   | 5    | 2               | 1               | 7                | 1                | 35     | 7      |
| 2009/10   | «Вердер»  | Бундесліга | 28   | 4    | 6               | 1               | 9                | 1                | 43     | 6      |
| 2010/11   | «Вердер»  | Бундесліга | 12   | 0    | 1               | 1               | 2                | 0                | 15     | 1      |
| 2011/12   | «Вердер»  | Бундесліга | 1    | 0    | 1               | 0               | 0                | 0                | 2      | 0      |
| Країна    | Німеччина | Німеччина  | 262  | 34   | 33              | 14              | 51               | 8                | 290    | 43     |
| Всього    | Всього    | Всього     | 262  | 34   | 33              | 14              | 51               | 8                | 290    | 43     |

### Збірна

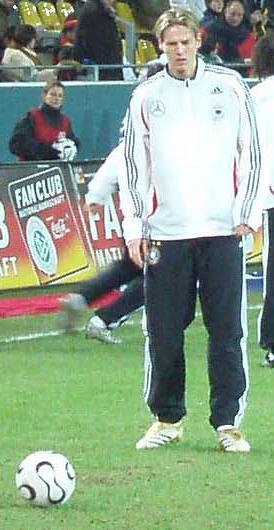
Тім Боровскі у формі збірної на домашньому ЧС-2006

| Збірна Німеччини | Збірна Німеччини | Збірна Німеччини |
| Роки             | Ігри             | Голи             |
| ---------------- | ---------------- | ---------------- |
| 2002             | 2                | 0                |
| 2003             | 0                | 0                |
| 2004             | 5                | 0                |
| 2005             | 8                | 1                |
| 2006             | 13               | 1                |
| 2007             | 3                | 0                |
| 2008             | 2                | 0                |
| Всього           | 33               | 2                |

## Титули і досягнення
- Чемпіон Німеччини (1):

«Вердер»: 2003-04
- Володар Кубка Німеччини (1):

«Вердер»: 2003-04
- Володар Кубка німецької ліги (1):

«Вердер»: 2006
Збірні
- Бронзовий призер чемпіонату світу: 2006
- Віце-чемпіон Європи: 2008